# Susan Calvin
Susan Calvin é uma personagem recorrente em vários contos do escritor de ficção científica Isaac Asimov.
Susan nasceu na Austrália, em 1982, se mudou para os Estados Unidos em data ignorada, e se formou em Psicologia pela Universidade de Colúmbia em 2003. Mais tarde doutorou-se com uma tese sobre robótica.
Susan Calvin foi durante toda a sua vida robopsicóloga da US Robôs e Homens Mecânicos, tendo se aposentado neste cargo, como robopsicóloga chefe. Asimov escreveu ao todo 11 contos tendo Susan Calvin como personagem central.
Susan foi um dos personagens mais ricos de Asimov, sempre apresentada como uma mulher extremamente inteligente, embora emocionalmente fria, que costumava bater os homens em seu próprio jogo, sem pedir favores. Asimov confessava ter se apaixonado por esta personagem, a ponto de ter expulsado Powel e Donovam das histórias de robôs.
Os detalhes sobre o nascimento de Susan Calvin foram revelados por Asimov em um editorial da  sua revista Isaac Asimov Magazine. Neste editorial, Asimov revela que Susan Calvin foi baseada na professora Mary Caldwell, orientadora vocacional da Graduação, de quando Asimov era estudante, em 1940. O personagem inicialmente iria se chamar Susan Caldwell, mas num telefonema de Asimov para a editora, na última hora, ele resolveu e pediu a secretária de Campbell, srta. Tarrant, que mudasse o nome para Calvin, pois temia que fosse mal interpretado ao usar o nome da professora.
O primeiro conto em que Calvin apareceu foi "Mentiroso", publicado no número de maio de 1941 da revista Astounding Science Fiction.
Em 1950, todas as nove histórias de robos escritas (cinco com Susan Calvin), foram reunidas em um volume intitulado "I, Robot". Asimov fez algumas mudanças para ligar as histórias, e acrescentou uma introdução com a biografia de Susan Calvin.
A personagem também está presente no filme I, Robot (no Brasil, Eu, Robô) lançado em 2004 pela 20th Century Fox e dirigido por Alex Proyas. O filme é baseado nas histórias de Isaac Asimov, mais precisamente nas três Leis da Robótica. A história acontece em Chicago no ano de 2035, onde é comum possuir robôs como empregados e ajudantes. Del Spooner (Will Smith) é um oficial da Polícia de Chicago especializado em homicídios que se sente incomodado com o rápido avanço da tecnologia, especialmente no que diz respeito aos robôs. Com a ajuda de Susan Calvin (interpretada por Bridget Moynahan), Spooner investiga a morte do Dr. Alfred Lanning (James Cromwell), um cientista da U.S. Robotics.
Spooner acredita que um robô NS-5 (a última geração dos robôs da USR prestes a entrar no mercado) chamado Sonny foi o responsável pelo assassinato, o que quebraria as Leis da Robótica.